# Josefa de Óbidos
Josefa de Óbidos, właśc. Josefa de Ayala Figueira (ur. 1630 w Sewilli, zm. 22 lipca 1684 w Óbidos) – portugalsko-hiszpańska malarka, jedna z nielicznych znanych malarek epoki baroku.
Josefa de Óbidos urodziła się w Sewilli w Królestwie Kastylii-León i w tym mieście 20 lutego została ochrzczona. Była córką portugalskiego malarza Baltazara Gomesa Figueira z Óbidos, który przybył do tego miasta w latach 20. w celu rozwijania umiejętności malarskich. W Sewilli poznał i poślubił Andaluzyjkę, Catarinę de Ayala y Cabrera. Rodzina wyjechała do Portugalii w roku 1634, gdy Josefa miała cztery lata; początkowo osiedlili się w Peniche.
Wiadomo, że w 1644 roku Josefa przebywała w Coimbrze, w konwencie Łaski (Convento da Graça), gdzie jej ojciec malował obraz do ołtarza głównego kościoła klasztornego. Pierwszymi znanymi pracami przyszłej malarki są sztychy z roku 1646, które świadczą o dużych umiejętnościach artystki. Przed rokiem 1653 opuściła wraz z rodziną Coimbrę i osiadła w Óbidos. W nowym miejscu zamieszkania Josefa namalowała alegorię mądrości dla Księgi Reguł Uniwersytetu w Coimbrze. Głównym wykonawcą dekoracji był jej ojciec.
W późniejszych latach artystka tworzyła głównie obrazy dla ołtarzy kościołów i klasztorów w centralnej Portugalii oraz przedstawienia martwej natury dla prywatnych klientów. Jej autorstwa jest m.in. pięć obrazów w ołtarzu św. Katarzyny w kościele Santa Maria w Óbidos z 1661 roku. W latach 1672–1673 malarka wykonała także prace malarskie do ołtarza św. Teresy z Ávili w karmelickim klasztorze w Cascais, a w roku 1679 ukończyła obrazy do ołtarza w kościele Miłosierdzia w Peniche.
Jej najbardziej znanym portretem jest obraz Faustino das Neves z ok. 1670 roku, który znajduje się w muzeum miejskim w Óbidos. Duża część jej martwych natur jest przechowywana w Museu Nacional de Arte Antiga w Lizbonie oraz w bibliotece miejskiej w Santarem. Niektóre z jej prac pozostają również własnością fundacji, kościołów i kolekcjonerów prywatnych.
Josefa de Óbidos zmarła 22 lipca 1684 roku i została pochowana w kościele św. Piotra w Óbidos.